# Contrat solennel
En droit civil, un contrat solennel est un contrat qui, en plus de l'échange des consentements, requiert l'accomplissement d'un formalisme de solennité afin d'être valide. La forme imposée est le plus souvent la rédaction d'un écrit, selon les cas notarié ou sous seing privé.

## Principes généraux
Il est important de distinguer les contrats qui requièrent un formalisme de publicité (afin de rendre l'acte opposable) ainsi que les contrats qui requièrent un formalisme probatoire (afin de prouver l'existence de l'acte et profiter de ses effets), qui ne sont pas forcément des contrats solennels, dont le formalisme de solennité exigé concerne directement la validité-même du contrat.
Le contrat de mariage, la donation entre vifs, la constitution d'hypothèques doivent par exemple être constatés par acte authentique (notarié). En droit cambiaire, la forme prévaut sur le fond (article L511-1 du code de commerce).
La sanction du non-respect de la règle de forme est en général la nullité absolue du contrat. Cela étant, quand la formalité est destinée à protéger un intérêt particulier, la nullité relative est applicable.
Le contrat dit "solennel" s'oppose au contrat "consensuel", c'est-à-dire la situation générale dans laquelle aucune forme particulière n'est requise pour la validité de l'acte.
On l'oppose également parfois au contrat réel, qui suppose la remise d'une chose pour la formation même du contrat.

## Droit par État

### Droit français
En droit français, l'article 1109 distingue le contrat solennel du contrat consensuel (qui se forme par le seul échange des consentements) et du contrat réel (qui suppose la remise d'une chose comme condition, non de validité, mais de formation du contrat). Selon ce texte, "Le contrat est consensuel lorsqu’il se forme par le seul échange des consentements quel qu’en soit le mode d’expression.
Le contrat est solennel lorsque sa validité est subordonnée à des formes déterminées par la loi.
Le contrat est réel lorsque sa formation est subordonnée à la remise d’une chose".
Comme exemple de contrat solennel, on peut citer la donation ou l'hypothèque, qui supposent un acte notarié pour leur validité.

### Droit québécois
En droit québécois, le contrat solennel figure aux articles 1385 (1) et 1414 du Code civil du Québec : 
« 1385. (1) Le contrat se forme par le seul échange de consentement entre des personnes capables de contracter, à moins que la loi n’exige, en outre, le respect d’une forme particulière comme condition nécessaire à sa formation, ou que les parties n’assujettissent la formation du contrat à une forme solennelle ».
« 1414. Lorsqu’une forme particulière ou solennelle est exigée comme condition nécessaire à la formation du contrat, elle doit être observée; cette forme doit aussi être observée pour toute modification apportée à un tel contrat, à moins que la modification ne consiste qu’en stipulations accessoires ».
À titre d'exemples de contrat solennel en droit québécois, l'article 440 C.c.Q. prévoit que le mariage exige un acte notarié en minute, sous peine de nullité absolue ; de plus, l'article 2693 C.c.Q. dispose que pour constituer une hypothèque immobilière, il faut un acte notarié en minute, à peine de nullité absolue.